# Sitri
Sitri, Bitru ili Sytry, u demonologiji, dvanaest duh Goecije koji vlada nad šezdeset legija. Ima titulu velikog princa u paklu. Pojavljuje se s glavom leoparda i krilima grifona, ali može uzimati i ljudski oblik i tada je vrlo lijep. Budi i ulijeva ljubav između muškaraca i žena i tjera ih da se skidaju goli i pokazuju u javnosti. Voli se rugati ljudima.